# Olympische Zwischenspiele 1906/Leichtathletik – Marathon (Männer)
Der Marathonlauf der Männer bei den Olympischen Zwischenspielen 1906 wurde am 1. Mai 1906 ausgetragen. Er führte von Marathon nach Athen zum Panathinaiko-Stadion. Damit orientierte er sich an dem Weg, den der antike Bote Pheidippides genommen haben soll, als er den Sieg über die Perser im Jahre 490 v. Chr. verkündete. Gegenüber der Austragung 1896 war die Streckenführung etwas verändert, so dass die Distanz diesmal nahezu 42 Kilometer betrug. Im Gegensatz zu den übrigen Disziplinen war mit 21 Jahren ein Mindestalter für die Teilnehmer festgelegt.

## Rekorde
| Weltrekord         | 2:29:23,6 h | Kanada       | James Caffery  | 1901 | gelaufen über 39 km |
| Olympischer Rekord | 2:58:50 h   | Griechenland | Spyridon Louis | 1896 |                     |

Folgende Rekorde wurden bei den Olympischen Spielen gebrochen oder eingestellt:
| OR | 2:51:23,6 h | Kanada | William Sherring |

## Ergebnisse

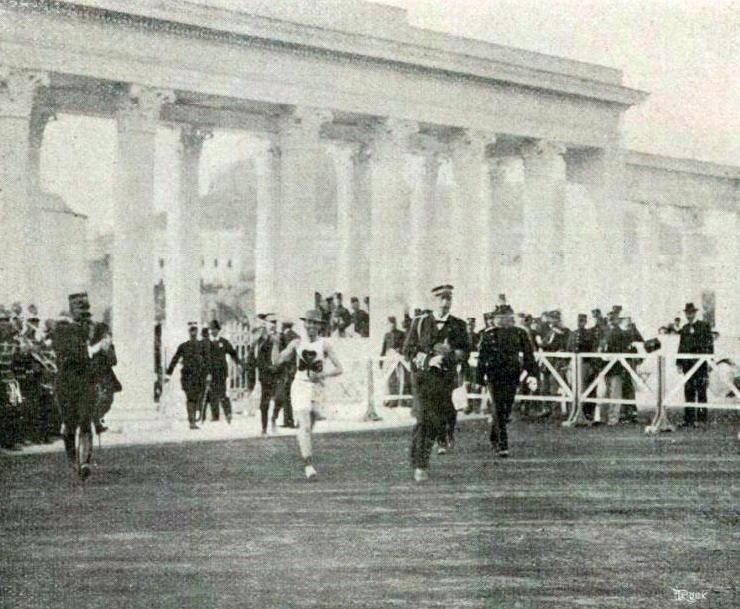
Zieleinlauf

| Platz | Athlet                   | Land           | Zeit (h)       |
| ----- | ------------------------ | -------------- | -------------- |
| 1     | Billy Sherring           | Kanada         | 2:51:23,6 (OR) |
| 2     | John Svanberg            | Schweden       | 2:58:20,8      |
| 3     | William Frank            | USA            | 3:00:46,8      |
| 4     | Gustaf Törnros           | Schweden       | 3:01:00,0      |
| 5     | Ioannis Alepous          | Griechenland   | 3:09:25,4      |
| 6     | George Blake             | Australien     | 3:09:35,0      |
| 7     | Konstantinos Karvelas    | Griechenland   | 3:15:54,0      |
| 8     | André Roffi              | Frankreich     | 3:17:49,8      |
| 9     | Hermann Müller           | Deutschland    | 3:21:00,0      |
| 10    | Christos Davaris         | Griechenland   | k. A.          |
| 11    | Georgios Choudoumadis    | Griechenland   | k. A.          |
| 12    | Joe Forshaw              | USA            | k. A.          |
| 13    | Vladimiros Negrepontis   | Griechenland   | k. A.          |
| 14    | James Cormack            | Großbritannien | 3:35:00,0      |
| 15    | Arnošt Nejedlý           | Böhmen         | 3:40:00,1      |
|       | Felix Kwieton            | Österreich     | DNF            |
|       | Jules Lesage             | Belgien        | DNF            |
|       | Valdemar Lorentzen       | Dänemark       | DNF            |
|       | Arthur Marson            | Ägypten        | DNF            |
|       | Émile Bonheure           | Frankreich     | DNF            |
|       | John Daly                | Großbritannien | DNF            |
|       | Robert Sennecke          | Deutschland    | DNF            |
|       | Andreas Andreadis        | Griechenland   | DNF            |
|       | Spyridon Belokas         | Griechenland   | DNF            |
|       | V. Boulakakis            | Kreta          | DNF            |
|       | Nikolaos Dialektos       | Griechenland   | DNF            |
|       | T. Dionysiotis           | Griechenland   | DNF            |
|       | Christos Ferarolakis     | Kreta          | DNF            |
|       | G. Fotakis               | Griechenland   | DNF            |
|       | Mikhail Giannarakis      | Kreta          | DNF            |
|       | Konstantinos Ioannou     | Griechenland   | DNF            |
|       | Dimitrios Kantzias       | Griechenland   | DNF            |
|       | V. Koskoris              | Griechenland   | DNF            |
|       | Ioannis Kousoulidis      | Griechenland   | DNF            |
|       | Anastasios Koutoulakis   | Griechenland   | DNF            |
|       | Nikolaos Malintretos     | Kreta          | DNF            |
|       | Christos Manarolakis     | Kreta          | DNF            |
|       | M. Mantakas              | Kreta          | DNF            |
|       | G. Marannqoudakis        | Griechenland   | DNF            |
|       | Xenofon Milonakis        | Griechenland   | DNF            |
|       | Panagiotis Polimenos     | Griechenland   | DNF            |
|       | Michail Rossidis         | Griechenland   | DNF            |
|       | G. Solidakis             | Griechenland   | DNF            |
|       | G. Stamoulis             | Griechenland   | DNF            |
|       | Tassos Topsidellis       | Griechenland   | DNF            |
|       | Alkiviadis Tzelopopoulos | Griechenland   | DNF            |
|       | S. Velliotis             | Griechenland   | DNF            |
|       | Evangelos Volanakis      | Kreta          | DNF            |
|       | Dorando Pietri           | Italien        | DNF            |
|       | Adolf Tobler             | Schweiz        | DNF            |
|       | Thure Bergvall           | Schweden       | DNF            |
|       | Mike Spring              | USA            | DNF            |
|       | Bob Fowler               | USA            | DNF            |

Auf der ersten Rennhälfte lagen der Australier Blake und der Amerikaner Frank vorn. Etwa bei Kilometer 25 übernahm Sherring die Führung und baute sie bis ins Ziel kontinuierlich aus. Der Schwede Svanberg überholte William Frank kurz vor dem Stadion und sicherte sich Platz zwei.
1. ↑  Kluge gibt diese Leistung als bestehenden Weltrekord an, obwohl die Laufstrecke offenbar nicht der des Marathonlaufes entsprach.
2. ↑  Im Gegensatz zu anderen Quellen gibt "Sports-Reference" für die Läufer auf Platz 14 und 15 Zeiten an. Bei Kluge endet das Feld der Platzierten bei Cormack, während Nejedlý unter den ausgeschiedenen Läufern geführt wird.
3. ↑  Kluge führt nur Pietri als ausgeschiedenen Läufer und gibt alle weiteren hier mit "DNF" gekennzeichneten Teilnehmer als AC (= "ferner liefen") an.